# Architettura rupestre

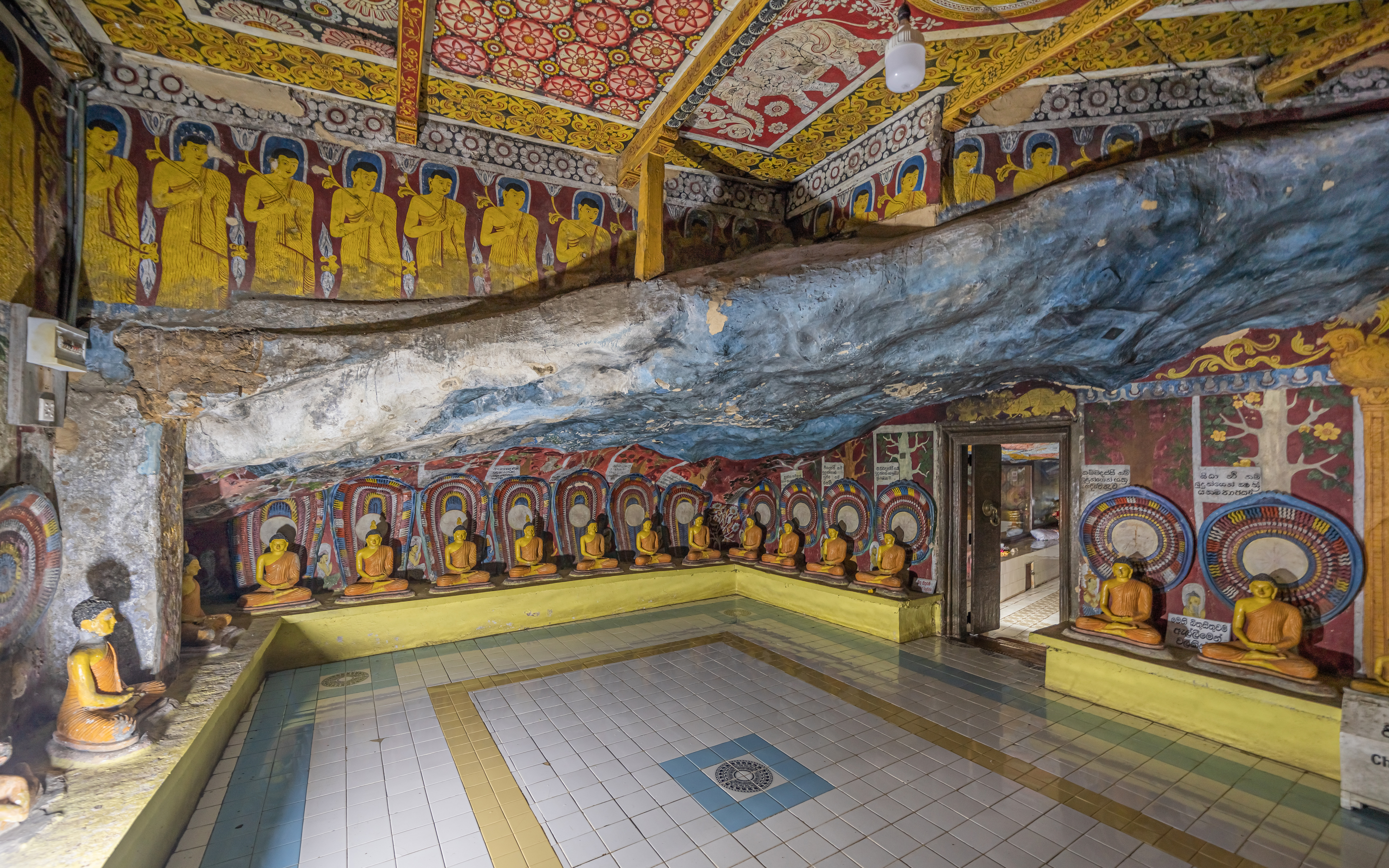

L'architettura rupestre è una forma di architettura, collegata alla cosiddetta arte rupestre, le cui realizzazioni sono costituite da costruzioni ricavate in particolari tipi di roccia, talvolta sfruttando grotte o caverne già esistenti, e ottenute sia scavando la roccia stessa sia costruendo edifici all'esterno della stessa. Tra i vari tipi si possono ricordare le catacombe, gli ipogei e le necropoli.